# Luís Domingues da Silva
Luís Antônio Domingues da Silva (Turiaçu, 11 de junho de 1852 — São Luís, 11 de julho de 1922) foi um jurista e político brasileiro.
Foi deputado geral do Império e presidente do Maranhão, de 1 de março de 1910 a 1 de março de 1914.

## Obras
- Ensino Agrícola (s/d)[1]
- Casamento Civil e Divórcio (s/d)
- Trabalhos de Advocacia (s/d) [1]
- O Governo do Maranhão e o Empréstimo Externo (1912) [1]
- Dois Anos de Governo (1912)[1]